# Artur Assilbekowitsch Beterbijew
Artur Assilbekowitsch Beterbijew (tschetschenisch Бетербиев Асильбекан Артур, russisch Артур Асильбекович Бетербиев; * 21. Januar 1985 in Chassawjurt, dagestanische ASSR, Sowjetunion) ist ein russisch-kanadischer Profiboxer tschetschenischer Abstammung.
Er war der unbestrittene Weltmeister in der Halbschwergewichtsklasse von Oktober 2024 bis Februar 2025.
Als Amateur zählte er zu den besten Boxern weltweit. Er wurde unter anderem 2006 Europameister und Weltcupsieger, 2007 Vizeweltmeister, 2008 Weltcupsieger, 2009 Weltmeister und 2010 erneut Europameister, zudem vertrat er sein Heimatland bei den Olympischen Spielen von 2008 und 2012.

## Amateurkarriere

### Russische Meisterschaften
Artur Beterbijew gewann 2004 und 2005 jeweils eine Bronzemedaille, nachdem er beide Male im Halbfinale gegen Michail Gala ausgeschieden war. 2006 besiegte er unter anderem Igor Michalkin und Jegor Mechonzew, ehe er im Finale gegen Jewgeni Makarenko disqualifiziert wurde und den Vizemeistertitel gewann. 2007 wurde er dann erstmals russischer Meister und besiegte auf dem Weg zum Titel unter anderem Igor Michalkin, Sergei Kowaljow und diesmal auch Jewgeni Makarenko. All diese Erfolge erzielte er im Halbschwergewicht. 2010 wurde er russischer Vizemeister und 2011 russischer Meister im Schwergewicht.

### Europa- und Weltmeisterschaften
Im Juli 2006 gewann er im Halbschwergewicht die Europameisterschaften in Plowdiw. Er besiegte dabei Terwel Pulew, Artak Malumyan, Kenneth Egan und Ismajil Sillach. Er war dann im Oktober 2006 Teilnehmer des russischen Teams beim Mannschafts-Weltcup in Baku. Russland gewann dabei gegen China, Ukraine sowie Afrika und verlor im Finale gegen das Team aus Kuba. Beterbijew gewann jedoch die Individualwertung, nachdem er jeden seiner Kämpfe gegen Lei Yuping, Ismajil Sillach, Thabiso Mchunu und Yunier Dorticos siegreich hatte beenden können.
Im November 2007 nahm er an den Weltmeisterschaften in Chicago teil und erreichte mit Siegen gegen Washington Silva, David Tsiklauri, Imre Szellő und Daugirdas Šemiotas das Finale, wo er knapp mit 17:20 gegen Abbos Atoyev unterlag und Vize-Weltmeister im Halbschwergewicht wurde.
Im Dezember 2008 gewann er den Weltcup in Moskau. Er siegte dabei im Halbschwergewicht gegen Vladimir Cheles, Dinesh Kumar und diesmal auch gegen Abbos Atoyev. Im September 2009 schlug er bei den Weltmeisterschaften in Mailand Jamal Layej, Babacar Kamara, Dinesh Kumar, José Larduet sowie Elshod Rasulov und wurde dadurch Weltmeister im Halbschwergewicht.
In dieser Gewichtsklasse gewann er dann auch noch die Europameisterschaften im Juni 2010 in Moskau. Er besiegte dabei Hrvoje Sep, Boško Drašković, Artur Khachatryan und Abdelkader Bouhenia. Bei den Weltmeisterschaften im September 2011 in Baku kämpfte er im Schwergewicht und schlug Mario Heredia und Dschahon Qurbonow, ehe er im Viertelfinale gegen Oleksandr Ussyk ausschied.

### Olympische Spiele
Bei den Olympischen Spielen 2008 in Peking konnte er sich in der Vorrunde des Halbschwergewichts gegen Kennedy Katende durchsetzen, ehe er im Achtelfinale gegen den späteren Olympiasieger Zhang Xiaoping ausschied.
Bei den Olympischen Spielen 2012 in London startete er im Schwergewicht und bezwang im Achtelfinale Michael Hunter, unterlag aber im Viertelfinale gegen den späteren Olympiasieger Oleksandr Ussyk.

### Auswahl internationaler Turniersiege
- März 2012: Chemiepokal in Deutschland[16]
- Juli 2011: Umachanow Tournament in Russland[17]
- März 2011: Great Silk Way Tournament in Aserbaidschan[18]
- April 2010: Umachanow Tournament in Russland[19]
- Februar 2010: Strandja Tournament in Bulgarien[20]
- April 2009: Ahmet Cömert Tournament in der Türkei[21]
- April 2008: GeeBee Tournament in Finnland[22]
- März 2008: Feliks Stamm Tournament in Polen[23]
- August 2007: Amber Gloves Tournament in Russland[24]
- Februar 2007: Strandja Tournament in Bulgarien[25]
- September 2004: Karl Lehmann Tournament in Estland[26]

## Profikarriere
Nach rund 300 Amateurkämpfen wechselte Beterbijew in das Profilager und unterzeichnete einen Vertrag mit dem kanadischen Promoter Yvon Michel. Seine Managerin wurde die russischsprachige Kanadierin Anna Reva, sein Trainer der Kanadier Marc Ramsay. Beterbijew lebt mit seiner Familie in Montreal.
Am 8. Juni 2013 gewann er sein Profidebüt und konnte anschließend auch vier weitere Aufbaukämpfe gewinnen, ehe er am 27. September 2014 Tavoris Cloud (Bilanz: 24-2) durch K. o. in der zweiten Runde schlug und damit den Nordamerika-Titel der NABA im Halbschwergewicht erkämpfte. Beterbijew erzielte in seinen bis dahin sechs Kämpfen, die er alle innerhalb von vier Runden vorzeitig entscheiden konnte, insgesamt 15 Niederschläge.
Am 19. Dezember 2014 gewann er zusätzlich die Nordamerika-Titel der IBF und NABO, nachdem er Jeff Page junior (15-0) durch K. o. in der zweiten Runde besiegt hatte. In diesem Kampf ging Beterbijew in Runde 1 erstmals in seiner Karriere zu Boden, erzielte jedoch selbst drei Niederschläge seines Gegners in Runde 2.
Von April 2015 bis Dezember 2016 gewann er ebenfalls vorzeitig gegen Gabriel Campillo (25-6), Alexander Johnson (16-2), Ezequiel Maderna (23-2) sowie Isidro Prieto (26-1) und erzielte dabei 12 Niederschläge. Er wurde dabei zusätzlich WBO-Intercontinental-Champion und konnte als bis dahin erster Boxer den NABA-Titel mindestens dreimal verteidigen.
Am 11. November 2017 gewann er den vakanten IBF-Weltmeistertitel im Halbschwergewicht durch K. o. in der zwölften Runde gegen Enrico Kölling (23-1). Das Duell war eigentlich als Ausscheidungskampf zur Ermittlung des künftigen WM-Herausforderers des IBF-Titelträgers Andre Ward geplant. Nachdem Ward jedoch seine Karriere beendet und den Titel niedergelegt hatte, wurde der Kampf zwischen Beterbijew und Kölling zum WM-Kampf um den nun vakanten Titel.
Im Oktober 2018 verteidigte er den Titel durch K. o. in der vierten Runde gegen Callum Johnson (17-0) und im Mai 2019 durch K. o. in der fünften Runde gegen Radivoje Kalajdzic (24-1). Inzwischen hatte Beterbijew auch Verträge beim US-Promoter Top Rank von Bob Arum und dem TV-Sender ESPN unterzeichnet.
Am 18. Oktober 2019 gewann er einen Titelvereinigungskampf durch TKO in der zehnten Runde gegen den WBC-Weltmeister Oleksandr Hwosdyk (17-0). Beterbijew wurde damit auch Linearer Weltmeister und wird vom Ring Magazine auf Platz 1 der Weltrangliste geführt.
Seine erste Titelverteidigung beider Gürtel hätte am 28. März 2020 gegen Meng Fanlong (16-0) stattfinden sollen, wurde jedoch aufgrund der COVID-19-Pandemie verschoben. Auch ein für den 30. Januar 2021 geplanter Kampf gegen den Deutschen Adam Deines (19-1) musste nach einem positiven SARS-CoV-2-Test von Beterbijew abgesagt werden. Den Kampf gegen Deines bestritt er schließlich am 20. März 2021 und siegte durch TKO in der zehnten Runde.
Am 17. Dezember 2021 gewann er seine nächste Titelverteidigung durch K. o. in der neunten Runde gegen Marcus Browne (24-1), nachdem er diesen bereits in der siebenten Runde am Boden gehabt hatte. Er war zu diesem Zeitpunkt der einzige aktive Boxweltmeister, der eine K.-o.-Quote von 100 % aufweisen konnte.
Am 18. Juni 2022 gewann er einen weiteren Titelvereinigungskampf durch TKO in der zweiten Runde gegen den WBO-Weltmeister Joe Smith junior (28-3) und hatte seinen Gegner insgesamt viermal am Boden. Die drei Titel der IBF, WBC und WBO verteidigte er am 28. Januar 2023 durch TKO in der achten Runde gegen Anthony Yarde (23-2) und am 13. Januar 2024 durch TKO in Runde 7 gegen Callum Smith (29-1), der nach zwei Niederschlägen von seiner Ringecke aus dem Kampf genommen worden war. Am 12. Oktober 2024 gewann er nach Punkten gegen den ebenfalls ungeschlagenen Dmitri Biwol (23-0) und krönte sich zum unbestrittenen Halbschwergewichtschampion in allen vier namhaften Boxverbänden.
Am 22. Februar 2025 bestritt er einen Rückkampf gegen Dmitri Biwol und verlor diesmal durch Mehrheitsentscheidung der Punktrichter.

## Liste der Profikämpfe
| 21 Siege (20 K.-o.-Siege), 1 Niederlagen, 0 Unentschieden        |               |                                                         | |                                                     |
| Jahr                                                             | Tag           | Ort                                                     | Gegner | Ergebnis für Beterbijew                             |
| 2013                                                             | 8. Juni       | Centre Bell, Montréal, Kanada                           | Christian Cruz | Sieg / TKO 2. Runde                                 |
| 2013                                                             | 28. September | Centre Bell, Montréal, Kanada                           | Rayco Saunders | Sieg / Aufgabe 3. Runde                             |
| 2013                                                             | 30. November  | Colisée Pepsi, Québec, Kanada                           | Billy Bailey | Sieg / KO 1. Runde                                  |
| 2014                                                             | 18. Januar    | Centre Bell, Montréal, Kanada                           | Gabriel Lecrosnier | Sieg / TKO 4. Runde                                 |
| 2014                                                             | 22. August    | Complexe Sportif Sportscene, Mont-Saint-Hilaire, Kanada | Alvaro Enriquez | Sieg / TKO 1. Runde                                 |
| 2014                                                             | 27. September | Centre Bell, Montréal, Kanada                           | Tavoris Cloud NABA-Halbschwergewicht-Meisterschaft                                                                                    | Sieg / KO 2. Runde                                  |
| 2014                                                             | 19. Dezember  | Colisée Pepsi, Québec, Kanada                           | Jeff Page Jr NABA-Halbschwergewicht-Titelverteidigung IBF-NA-Halbschwergewicht-Meisterschaft WBO-NABO-Halbschwergewicht-Meisterschaft | Sieg / KO 2. Runde                                  |
| 2015                                                             | 4. April      | Colisée Pepsi, Québec, Kanada                           | Gabriel Campillo IBF-NA-Halbschwergewicht-Titelverteidigung                                                                           | Sieg / KO 4. Runde                                  |
| 2015                                                             | 12. Juni      | UIC Pavilion, Chicago, USA                              | Alexander Johnson NABA-Halbschwergewicht-Titelverteidigung WBO-International Halbschwergewicht-Meisterschaft                          | Sieg / TKO 7. Runde                                 |
| 2016                                                             | 4. Juni       | Centre Bell, Montréal, Kanada                           | Ezequiel Osvaldo Maderna NABA-Halbschwergewicht-Titelverteidigung                                                                     | Sieg / TKO 4. Runde                                 |
| 2016                                                             | 23. Dezember  | Lac Leamy Casino, Gatineau, Kanada                      | Isidro Ranoni Prieto NABA-Halbschwergewicht-Titelverteidigung                                                                         | Sieg / TKO 1. Runde                                 |
| 2017                                                             | 11. November  | Save Mart Center, Fresno, USA                           | Enrico Kölling vakante IBF-Halbschwergewicht-Weltmeisterschaft                                                                        | Sieg / KO 12. Runde                                 |
| 2018                                                             | 6. Oktober    | Wintrust Arena, Chicago, USA                            | Callum Johnson IBF-Halbschwergewicht-Titelverteidigung                                                                                | Sieg / KO 4. Runde                                  |
| 2019                                                             | 4. Mai        | Stockton Arena, Stockton, USA                           | Radivoje Kalajdzic IBF-Halbschwergewicht-Titelverteidigung                                                                            | Sieg / KO 5. Runde                                  |
| 2019                                                             | 18. Oktober   | Liacouras Center, Philadelphia, USA                     | Oleksandr Gvozdyk IBF/WBC-Halbschwergewicht-Titelvereinigung                                                                          | Sieg / TKO 10. Runde                                |
| 2021                                                             | 20. März      | Megasport-Arena, Moscow, Russland                       | Adam Deines IBF/WBC-Halbschwergewicht-Titelverteidigung                                                                               | Sieg / TKO 10. Runde                                |
| 2021                                                             | 17. Dezember  | Centre Bell, Montréal, Kanada                           | Marcus Browne IBF/WBC-Halbschwergewicht-Titelverteidigung                                                                             | Sieg / KO 9. Runde                                  |
| 2022                                                             | 18. Juni      | Madison Square Garden, New York, USA                    | Joe Smith junior IBF/WBC/WBO-Halbschwergewicht-Titelvereinigung                                                                       | Sieg / TKO 2. Runde                                 |
| 2023                                                             | 28. Januar    | The SSE Arena Wembley, London, Großbritannien           | Anthony Yarde IBF/WBC/WBO-Halbschwergewicht-Titelverteidigung                                                                         | Sieg / TKO 8. Runde                                 |
| 2024                                                             | 13. Januar    | Centre Vidéotron, Québec, Kanada                        | Callum Smith IBF/WBC/WBO-Halbschwergewicht-Titelverteidigung                                                                          | Sieg / TKO 7. Runde                                 |
| 2024                                                             | 12. Oktober   | Al-Mamlaka-Arena, Riad, Saudi-Arabien                   | Dmitri Biwol IBF/WBA/WBC/WBO-Halbschwergewicht-Titelvereinigung                                                                       | Punktsieg (Mehrheitsentscheidung) / 12 Runden       |
| 2025                                                             | 22. Februar   | Al-Mamlaka-Arena, Riad, Saudi-Arabien                   | Dmitri Biwol IBF/WBA/WBC/WBO-Halbschwergewicht-Titelverteidigung                                                                      | Punktniederlage (Mehrheitsentscheidung) / 12 Runden |
| Quelle: Artur Assilbekowitsch Beterbijew in der BoxRec-Datenbank |               |                                                         | |                                                     |